# Oh Seung-lip
Oh Seung-Lip (né le 6 octobre 1946) est un judoka sud-coréen. Il participe aux Jeux olympiques d'été de 1972 dans la catégorie des poids moyens. Il y remporte la médaille d'argent.

## Palmarès